# Daphoenositta chrysoptera
La neosita variable (Daphoenositta chrysoptera) es una especie de ave paseriforme de la familia Neosittidae que habita en Australia.

## Descripción
Es un pájaro pequeño que mide unos 10–11 cm de largo. Su aspecto varía mucho según las subespecies. Su píleo y cabeza pueden ser blancas, grises o negras y su cuerpo es blanquecino o gris a menudo con bandas negras y grises. Posee alas negras con una ancha franja blanca o canela. El iris es naranja oscuro, sus patas son naranja-amarillento. El pico es anaranjado con un extremo negro que se puede extender hasta su base. La coloración depende de la subespecie.

## Comportamiento

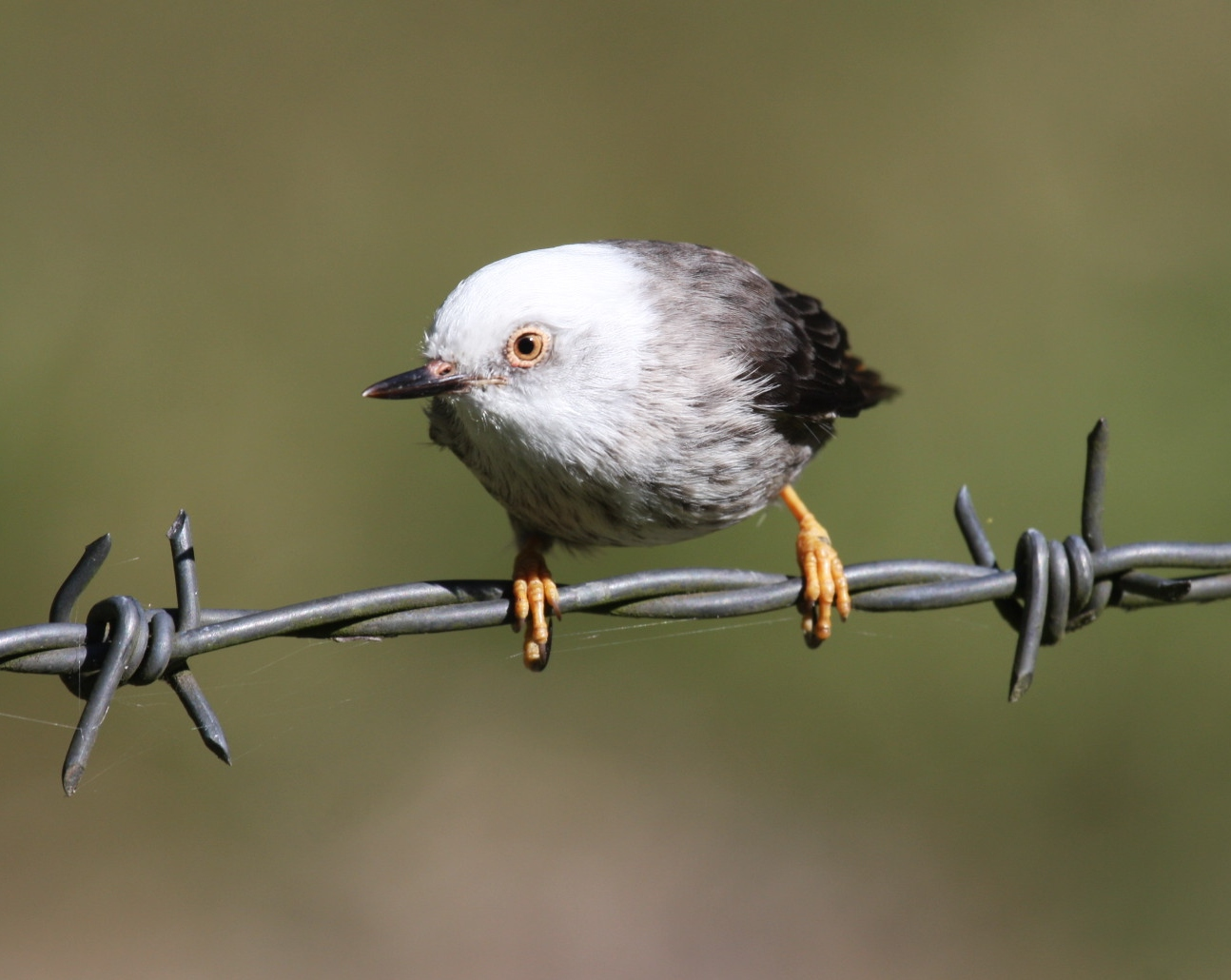
Laceys Creek, sudoeste de Queensland.

Las bandadas de esta especie se alimentan en árboles de distinta altura, a menudo descendiendo por los troncos de los árboles. Sus llamadas son breves y agudas.

## Subespecies
Esta especie habita un amplio territorio, y su aspecto exterior depende de la zona de ahí su nombre de variable. Las subespecies australianas son
chrysoptera (alas naranjas),
pileata (píleo negro),
striata (estriada),
leucocephala (píleo blanco)
y leucoptera (alas blancas). Las subespecies de Nueva Guinea son
papuensis (a la que a veces se le asigna un estatus de especie)
alba (blanca),
intermedia (intermedia)
y albifrons (frente blanca)